# Lumiao (sockenhuvudort i Kina, Henan Sheng, lat 33,32, long 113,72)
Lumiao är en sockenhuvudort i Kina. Den ligger i provinsen Henan, i den centrala delen av landet, omkring 160 kilometer söder om provinshuvudstaden Zhengzhou. Antalet invånare är 33 776. Befolkningen består av 16 466 kvinnor och 17 310 män. Barn under 15 år utgör 19,0 %, vuxna 15-64 år 66 %, och äldre över 65 år 14,0 %.
Runt Lumiao är det tätbefolkat, med 427 invånare per kvadratkilometer. Närmaste större samhälle är Zhuantan, 17,5 km öster om Lumiao. Trakten runt Lumiao består till största delen av jordbruksmark.
Genomsnittlig årsnederbörd är 968 millimeter. Den regnigaste månaden är juli, med i genomsnitt 178 mm nederbörd, och den torraste är januari, med 9 mm nederbörd.